# Raviscanina
Raviscanina ist eine Gemeinde in der italienischen Provinz Caserta in der Region Kampanien mit 1162 Einwohnern (Stand 31. Dezember 2023). Sie ist Bestandteil der Comunità Montana del Matese.
Die Nachbargemeinden sind Ailano, Pietravairano, Prata Sannita, Sant’Angelo d’Alife, Vairano Patenora und Valle Agricola.

## Geografie
Raviscanina liegt im Norden der Region Kampanien am Fuße des Berges Matese, etwa 25 km von der Grenze zur benachbarten Region Molise entfernt. Etwa 58 km südlich liegt die Provinzhauptstadt Caserta. Neapel liegt ca. 85 km südlich.
183 km nordwestlich liegt die Hauptstadt Rom.

## Etymologie
Die Herkunft des Namens ist unsicher.
Er könnte von rubus caninus (ital.: rovo di cani, dt.: Brombeere der Hunde oder Hundsrose) hergeleitet sein.
Es wurde in der Vergangenheit auch Rupecanina erwähnt, was auf ein Normannisches Dorf deutet.

## Ortsgliederung
Die Gemeinde hat die zwei Ortsteile Quattro Venti und Case Pagane.

## Verkehr
Die Autobahn A1 Mailand–Neapel (Autostrada del Sole) ist etwa 20 km entfernt.